# Gaby Mudingayi
Gabriel Mudingayi, detto Gaby (Kinshasa, 1º ottobre 1981) è un ex calciatore belga di origine congolese, di ruolo centrocampista.

## Caratteristiche tecniche
Era un centrocampista centrale di grande duttilità che prediligeva giocare a protezione della linea difensiva. Grazie alla sua forza fisica e capacità polmonare riusciva a recuperare diversi palloni durante l'incontro giocando quasi sempre ad alti ritmi; a tutto ciò abbinava un'ottima intelligenza tattica.

## Carriera

### Club

#### Union Saint-Gilloise e Gent
Gaby Mudingayi inizia la sua carriera con la maglia del Union Saint-Gilloise, con cui, in due stagioni, colleziona 35 gare e un gol in terza divisione.
Nel 2000 si trasferisce al Gent, restandovi sino al gennaio 2004; in tre stagione e mezza disputa 63 senza gol in Jupiler League.

#### Torino e Lazio
Trasferitosi quindi al Torino agli inizi del 2004, nel giugno 2005 consegue la promozione in Serie A dopo il play-off contro il Perugia: col centrocampista espulso nella finale di ritorno per somma di cartellini gialli, il risultato raggiunto dai piemontesi viene vanificato da inadempienze economiche.
Ceduto alla Lazio, esordisce in massima categoria in coincidenza del 24º compleanno subentrando a Firmani negli ultimi minuti della gara persa con l'Udinese. Autore di un gol nel 4-1 all'Ascoli, conclude anzitempo la sua stagione dopo un fallo subìto dallo juventino Cannavaro che ne provoca la frattura della tibia: sottoposto ad intervento chirurgico, si espresse polemicamente verso l'avversario ricevendone in seguito le scuse per l'infortunio provocato.
Durante l'esperienza capitolina ebbe modo di debuttare nelle coppe europee, scendendo in campo contro la Dinamo Bucarest nei preliminari della Champions League 2007-08.

#### Bologna
Il 17 luglio 2008 lascia la Lazio per trasferirsi al Bologna per 7 milioni di euro, firmando un quadriennale da 500.000 euro l'anno. Durante la stagione 2008/2009, colleziona 31 presenze in campionato, senza andare in gol.
L'anno successivo, nonostante le turbolenze iniziali intercorse tra il giocatore e la società, è autore di alcune ottime partite che ne confermano l'importanza nel centrocampo rossoblu.
Il 13 dicembre 2009, durante la partita Parma-Bologna terminata 2-1 per i crociati, segna il suo primo gol in maglia rossoblù.
Nella stagione 2010/2011, disputa 32 gare in campionato, segnando un gol, il terzo in carriera in Serie A.
Nella stagione 2011-2012 colleziona 34 presenze e con Di Vaio e Portanova risulta il titolare con maggiori presenze e minutaggio della squadra.

#### Inter
Il 20 luglio 2012 passa all'Inter con la formula del prestito oneroso di 750.000 euro con diritto di riscatto fissato a 750.000 euro, firmando un contratto biennale fino al 30 giugno 2014 da 1,1 milioni a stagione. Il centrocampista belga sceglie la casacca numero 16, facendo il suo esordio (e rimediando un leggero infortunio che lo costringe ad uscire dopo pochi minuti) nel preliminare di Europa League vinto 2-0 contro il Vaslui. Per quanto riguarda il campionato, esordisce in Chievo - Inter giocando una decina di minuti.
Il 27 gennaio 2013, durante la partita Inter-Torino valida per la seconda giornata di ritorno di serie A, si rompe il tendine d'Achille che sancisce la fine della sua stagione.
Per la stagione 2013-2014 l'Inter esercita il diritto di riscatto dal Bologna. Il 1º dicembre fa il suo esordio nella nuova stagione con la maglia dell'Inter entrando al minuto 82' nella partita Inter-Sampdoria (1-1). In questa stagione gioca soltanto 3 partite in tutto. A fine stagione, dopo 17 presenze totali con l'Inter, rimane svincolato.

#### Elche
Il 21 ottobre 2014 viene ingaggiato con un contratto annuale dalla squadra valenziana dell'Elche, prendendo il numero 12. L'accordo prevedeva che il calciatore si allenasse con la squadra fino a dicembre 2014 ed entrasse a far parte effettivamente della squadra da gennaio 2015, ma ciò non è avvenuto: questo perché la LFP ha bloccato il mercato dell'Elche, alle prese, tra le altre cose, anche con una crisi finanziaria.
Il 3 febbraio 2015 l'Elche comunica la risoluzione del contratto del centrocampista a causa dei gravi problemi economici che affliggono il club.

#### Di nuovo in Italia
L'11 febbraio si lega per quattro mesi al Cesena.
Dopo essere rimasto svincolato più di un anno, ed essersi allenato per oltre un mese con il Pisa, il 24 ottobre 2016 firma fino al giugno seguente con la squadra toscana. Il 31 gennaio 2017, dopo sole 2 partite, rescinde il contratto con i toscani.

### Nazionale
Con la maglia della Nazionale Under-21 disputa 4 partite valide per le qualificazioni agli Europei U-21 2004. Esordisce in Nazionale maggiore nel 2003.

## Statistiche

### Presenze e reti nei club
| Stagione              | Squadra               | Campionato            | Campionato | Campionato | Coppe nazionali | Coppe nazionali | Coppe nazionali | Coppe continentali | Coppe continentali | Coppe continentali | Altre coppe | Altre coppe | Altre coppe | Totale | Totale |
| Stagione              | Squadra               | Comp                  | Pres       | Reti       | Comp            | Pres            | Reti            | Comp               | Pres               | Reti               | Comp        | Pres        | Reti        | Pres   | Reti   |
| --------------------- | --------------------- | --------------------- | ---------- | ---------- | --------------- | --------------- | --------------- | ------------------ | ------------------ | ------------------ | ----------- | ----------- | ----------- | ------ | ------ |
| 1998-1999             | Union Saint-Gilloise  | D3                    | 15         | 1          | -               | -               | -               | -                  | -                  | -                  | -           | -           | -           | 15     | 1      |
| 1999-2000             | Union Saint-Gilloise  | D3                    | 20         | 0          | -               | -               | -               | -                  | -                  | -                  | -           | -           | -           | 20     | 0      |
| Totale Saint-Gilloise | Totale Saint-Gilloise | Totale Saint-Gilloise | 35         | 1          |                 |                 |                 |                    |                    |                    |             |             |             | 35     | 1      |
| 2000-2001             | Gent                  | D1                    | 11         | 0          | CB              | -               | -               | -                  | -                  | -                  | -           | -           | -           | 11     | 0      |
| 2001-2002             | Gent                  | D1                    | 15         | 0          | CB              | -               | -               | -                  | -                  | -                  | -           | -           | -           | 15     | 0      |
| 2002-2003             | Gent                  | D1                    | 21         | 0          | CB              | -               | -               | -                  | -                  | -                  | -           | -           | -           | 21     | 0      |
| 2003-gen. 2004        | Gent                  | D1                    | 16         | 0          | CB              | -               | -               | -                  | -                  | -                  | -           | -           | -           | 16     | 0      |
| Totale Gent           | Totale Gent           | Totale Gent           | 63         | 0          |                 |                 |                 |                    |                    |                    |             |             |             | 63     | 0      |
| gen.-giu. 2004        | Torino                | B                     | 11         | 0          | CI              | -               | -               | -                  | -                  | -                  | -           | -           | -           | 11     | 0      |
| 2004-2005             | Torino                | B                     | 23+4       | 1+0        | CI              | 4               | 0               | -                  | -                  | -                  | -           | -           | -           | 31     | 1      |
| Totale Torino         | Totale Torino         | Totale Torino         | 34+4       | 1+0        |                 | 4               | 0               |                    |                    |                    |             |             |             | 42     | 1      |
| 2005-2006             | Lazio                 | A                     | 14         | 1          | CI              | 3               | 0               | -                  | -                  | -                  | -           | -           | -           | 17     | 1      |
| 2006-2007             | Lazio                 | A                     | 28         | 0          | CI              | 3               | 0               | -                  | -                  | -                  | -           | -           | -           | 31     | 0      |
| 2007-2008             | Lazio                 | A                     | 27         | 0          | CI              | 1               | 0               | UCL                | 7                  | 0                  | -           | -           | -           | 35     | 0      |
| Totale Lazio          | Totale Lazio          | Totale Lazio          | 69         | 1          |                 | 7               | 0               |                    | 7                  | 0                  |             |             |             | 83     | 1      |
| 2008-2009             | Bologna               | A                     | 31         | 0          | CI              | 1               | 0               | -                  | -                  | -                  | -           | -           | -           | 32     | 0      |
| 2009-2010             | Bologna               | A                     | 28         | 1          | CI              | -               | -               | -                  | -                  | -                  | -           | -           | -           | 28     | 1      |
| 2010-2011             | Bologna               | A                     | 32         | 1          | CI              | -               | -               | -                  | -                  | -                  | -           | -           | -           | 32     | 1      |
| 2011-2012             | Bologna               | A                     | 34         | 0          | CI              | 2               | 0               | -                  | -                  | -                  | -           | -           | -           | 36     | 0      |
| Totale Bologna        | Totale Bologna        | Totale Bologna        | 125        | 2          |                 | 3               | 0               |                    |                    |                    |             |             |             | 128    | 2      |
| 2012-2013             | Inter                 | A                     | 9          | 0          | CI              | 1               | 0               | UEL                | 4                  | 0                  | -           | -           | -           | 14     | 0      |
| 2013-2014             | Inter                 | A                     | 1          | 0          | CI              | 2               | 0               | -                  | -                  | -                  | -           | -           | -           | 3      | 0      |
| Totale Inter          | Totale Inter          | Totale Inter          | 10         | 0          |                 | 3               | 0               |                    | 4                  | 0                  |             |             |             | 17     | 0      |
| ott. 2014-feb. 2015   | Elche                 | PD                    | -          | -          | CR              | -               | -               | -                  | -                  | -                  | -           | -           | -           | 0      | 0      |
| feb.-giu. 2015        | Cesena                | A                     | 9          | 0          | CI              | -               | -               | -                  | -                  | -                  | -           | -           | -           | 9      | 0      |
| ott. 2016-gen. 2017   | Pisa                  | B                     | 2          | 0          | CI              | -               | -               | -                  | -                  | -                  | -           | -           | -           | 2      | 0      |
| Totale carriera       | Totale carriera       | Totale carriera       | 346+4      | 5+0        |                 | 17              | 0               |                    | 11                 | 0                  |             |             |             | 378    | 5      |

### Cronologia presenze e reti in nazionale
| Cronologia completa delle presenze e delle reti in nazionale ― Belgio | Cronologia completa delle presenze e delle reti in nazionale ― Belgio | Cronologia completa delle presenze e delle reti in nazionale ― Belgio | Cronologia completa delle presenze e delle reti in nazionale ― Belgio | Cronologia completa delle presenze e delle reti in nazionale ― Belgio | Cronologia completa delle presenze e delle reti in nazionale ― Belgio | Cronologia completa delle presenze e delle reti in nazionale ― Belgio | Cronologia completa delle presenze e delle reti in nazionale ― Belgio |
| Data                                                                  | Città                                                                 | In casa                                                               | Risultato                                                             | Ospiti                                                                | Competizione                                                          | Reti                                                                  | Note                                                                  |
| --------------------------------------------------------------------- | --------------------------------------------------------------------- | --------------------------------------------------------------------- | --------------------------------------------------------------------- | --------------------------------------------------------------------- | --------------------------------------------------------------------- | --------------------------------------------------------------------- | --------------------------------------------------------------------- |
| 30-4-2003                                                             | Bruxelles                                                             | Belgio                                                                | 3 – 1                                                                 | Polonia                                                               | Amichevole                                                            | -                                                                     |                                                                       |
| 1-3-2006                                                              | Lussemburgo                                                           | Lussemburgo                                                           | 0 – 2                                                                 | Belgio                                                                | Amichevole                                                            | -                                                                     | 46’                                                                   |
| 7-10-2006                                                             | Belgrado                                                              | Serbia                                                                | 1 – 0                                                                 | Belgio                                                                | Qual. Euro 2008                                                       | -                                                                     | 75’                                                                   |
| 15-11-2006                                                            | Anderlecht                                                            | Belgio                                                                | 0 – 1                                                                 | Polonia                                                               | Qual. Euro 2008                                                       | -                                                                     | 80’                                                                   |
| 7-2-2007                                                              | Bruxelles                                                             | Belgio                                                                | 0 – 2                                                                 | Rep. Ceca                                                             | Amichevole                                                            | -                                                                     | 46’                                                                   |
| 24-3-2007                                                             | Lisbona                                                               | Portogallo                                                            | 4 – 0                                                                 | Belgio                                                                | Qual. Euro 2008                                                       | -                                                                     |                                                                       |
| 2-6-2007                                                              | Bruxelles                                                             | Belgio                                                                | 1 – 2                                                                 | Portogallo                                                            | Qual. Euro 2008                                                       | -                                                                     | 76’                                                                   |
| 22-8-2007                                                             | Bruxelles                                                             | Belgio                                                                | 3 – 2                                                                 | Serbia                                                                | Qual. Euro 2008                                                       | -                                                                     |                                                                       |
| 13-10-2007                                                            | Bruxelles                                                             | Belgio                                                                | 0 – 0                                                                 | Finlandia                                                             | Qual. Euro 2008                                                       | -                                                                     | 67’                                                                   |
| 26-3-2008                                                             | Bruxelles                                                             | Belgio                                                                | 1 – 4                                                                 | Marocco                                                               | Amichevole                                                            | -                                                                     |                                                                       |
| 30-5-2008                                                             | Firenze                                                               | Italia                                                                | 3 – 1                                                                 | Belgio                                                                | Amichevole                                                            | -                                                                     | 85’                                                                   |
| 20-8-2008                                                             | Norimberga                                                            | Germania                                                              | 2 – 0                                                                 | Belgio                                                                | Amichevole                                                            | -                                                                     | 87’                                                                   |
| 10-9-2008                                                             | Kadıköy                                                               | Turchia                                                               | 1 – 1                                                                 | Belgio                                                                | Qual. Mondiali 2010                                                   | -                                                                     | 46’ 54’                                                               |
| 28-3-2009                                                             | Genk                                                                  | Belgio                                                                | 2 – 4                                                                 | Bosnia ed Erzegovina                                                  | Qual. Mondiali 2010                                                   | -                                                                     |                                                                       |
| 1-4-2009                                                              | Zenica                                                                | Bosnia ed Erzegovina                                                  | 2 – 1                                                                 | Belgio                                                                | Qual. Mondiali 2010                                                   | -                                                                     | 58’                                                                   |
| 10-10-2009                                                            | Bruxelles                                                             | Belgio                                                                | 2 – 0                                                                 | Turchia                                                               | Qual. Mondiali 2010                                                   | -                                                                     | 78’                                                                   |
| 14-10-2009                                                            | Tallinn                                                               | Estonia                                                               | 2 – 0                                                                 | Belgio                                                                | Qual. Mondiali 2010                                                   | -                                                                     | 46’                                                                   |
| Totale                                                                |                                                                       | Presenze                                                              | 17                                                                    |                                                                       | Reti                                                                  | 0                                                                     |                                                                       |